# Grb Latvijske SSR
Grb Latvijske SSR je usvojen 25. kolovoza 1940., od strane vlade Latvijske SSR. Grb se temelji na grbu SSSR-a. Prikazuje simbole poljoprivrede (pšenica) i moreplovstva (Baltičko more). Na grbu se nalaze i zvijezda petokraka i srp i čekić, simboli komunizma. U sklopu grba se nalazi i moto SSSR-a "Proleteri svih zemalja, ujedinite se!" napisan na latvijskom i ruskom jeziku. U dnu grba se nalaze natpis "Latvijas PSR".
Grb je bio na snazi do 1990., kada je zamijenjen današnjim grbom Latvije, izvorno usvojenim 1918.

## Također pogledajte
- Grb Latvije
- Zastava Latvijske SSR